# Томас Бартолин
Томас Бартолин (Thomas Bartolinus) (20 октомври 1616 – 4 декември 1680) е датски лекар анатом, математик и богослов, известен най-вече с работата си по откриването на лимфната система при човека. Откривател е също и на гръдния лимфен проток и др. Професор в Копенхаген от 1647 г.